# Droga R22 (Rosja)
Droga federalna R22 «Kaspij» (ros. Федеральная автомобильная дорога Р-22 «Каспий») – droga znaczenia federalnego, znajdująca się na terenie Rosji. Trasa rozpoczyna swój bieg na skrzyżowaniu z trasą M4 i biegnąc przez Tambow, Wołgograd kończy swój bieg w Astrachaniu.
W wyniku reformy numeracji rosyjskiej sieci drogowej z 2010 roku szlak otrzymał oznaczenie R22. Do końca 2017 r. obok obecnego oznaczenia funkcjonował numer M6.

## Trasy międzynarodowe
Przebieg drogi pokrywa się z trasami europejskimi E40 (odc. Wołgograd – Astrachań), E119 (odc. Kaszyra – Tambow – Borisoglebsk – Wołgograd – Astrachań) oraz trasą azjatycką AH8 (odc. wspólny z E119).